# Billy Powell
William Norris "Billy" Powell, (Corpus Christi, Texas; 3 de junio de 1952-Orange Park, Florida;  28 de enero de 2009) fue un músico estadounidense, teclista del grupo Lynyrd Skynyrd desde 1970 hasta su muerte en 2009.

## Biografía
Nacido en Corpus Christi, Texas, Powell se crio en una familia militar (su padre estaba en la Armada de los Estados Unidos) y pasó varios años de su infancia viviendo en Italia, donde estaba su padre. Después de que su padre muriese de cáncer en 1960, se trasladó con su familia a los Estados Unidos y se instaló en Jacksonville, Florida. Su madre lo enroló en la Sanford Naval Academy en Sanford, Florida. Si bien en Sanford, el interés de Billy por la música comenzó a crecer y entonces empezó a tomar lecciones de piano con una maestra local llamada Madeleine Brown.

## Carrera musical

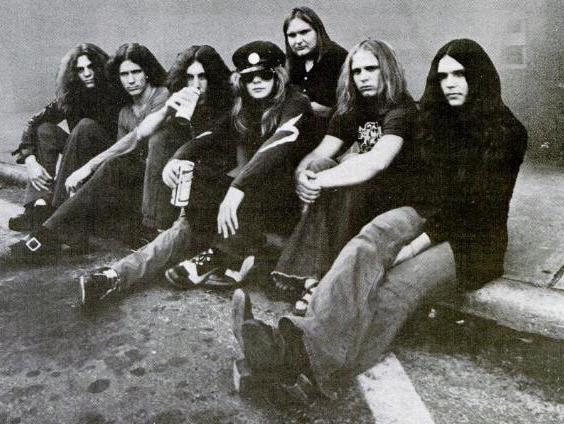
Trade ad for Lynyrd Skynyrd's single "Gimme Three Steps".To better adapt it to his respective Wikipedia article, the ad was cropped and cleaned in a graphics editing program. The original can be viewed at the source below.

Powell regresó a Jacksonville donde ingresó a la Bishop Kenny High School. Estando ahí conoció a Leon Wilkeson, futuro bajista de Lynyrd Skynyrd. Los dos se convirtieron en buenos amigos. Cuando se graduó en 1970, ingresó brevemente en un colegio comunitario, especializándose en Teoría de la Música. En esa época, encontró trabajo como organizador de la gira de Lynyrd Skynyrd.
Powell siguió siendo el organizador de las giras de Skynyrd hasta 1972, cuando la banda fue contratada para tocar en el baile de la escuela Bolles. Después de configurar los equipos de la banda, Powell se sentó en el piano en una esquina de la habitación y comenzó a tocar su propia versión de "Free Bird". El cantante Ronnie Van Zant quedó impresionado, e invitó a Powell a unirse oficialmente a Lynyrd Skynyrd como su nuevo teclista.
En 1973, Lynyrd Skynyrd firmó con MCA Records y expuso a nivel nacional el lanzamiento de su primer álbum, (pronounced 'lĕh-'nérd 'skin-'nérd). La popularidad de la banda se disparó en 1974 con el siguiente álbum, Second Helping, que incluía su sencillo más exitoso, "Sweet Home Alabama". La banda gozaría de gran popularidad durante los próximos tres años, que culminó en 1977 tras el lanzamiento de Street Survivors, lo que muchos consideraban su mayor esfuerzo hasta la fecha. Sin embargo, tres días después del lanzamiento de Street Survivors, el avión donde viajaba la banda se estrelló en un bosque cerca de McComb, Misisipi. El accidente costó la vida del cantante Ronnie Van Zant, el guitarrista Steve Gaines, su hermana la vocalista de respaldo Cassie Gaines, el gerente de viajes Dean Kilpatrick, y ambos pilotos. El resto de la banda sufrió lesiones que van desde leves a graves. Powell sufrió graves laceraciones faciales, así como la casi completa pérdida de su nariz, pero salió relativamente ileso. Fue el primero en ser dado de alta en el hospital, y el único miembro capaz de asistir a los funerales de sus compañeros fallecidos. Durante el tiempo entre el accidente de avión y la reunión de los miembros de Lynyrd Sknyrd en 1987, Powell se unió brevemente a una banda de rock cristiano llamada Visión. Su forma de tocar el teclado a menudo se destacaba en los conciertos de Vision. Powell también habló durante los conciertos de su recién encontrada fe en Jesucristo.
Powell se volvió a reunir con los miembros de Lynyrd Skynyrd en 1987 para una gira de homenaje, y se mantuvo con la banda hasta su muerte.
El guitarrista Gary Rossington era el único miembro original de la línea clásica que continua grabando y presentándose con la banda reunida hasta el día de su muerte.
En 2007 tocó el piano en la canción de Kid Rock llamada '«All Summer Long».

## Muerte
El 28 de enero de 2009 fue hallado muerto en su casa. Poco antes había avisado al servicio de emergencias al notar los primeros síntomas de un ataque cardíaco.